# Virgiliu Niculescu
Virgiliu Niculescu s-a născut la 8 ianuarie 1939.
A incetat din viata pe data de 16 iunie 2014.
Profesor universitar, Medic primar Anatomie Patologică și Medicină Legală
Doctor în medicină: 1972
Conducător științific de Doctorat – specialitatea Anatomie
Data primei numiri în Universitatea de Medicină și Farmacie Victor Babeș Timișoara: 22.04.1962
Timp de peste 20 de ani a făcut parte din Conducerea U.M.F. „Victor Babeș”, Timișoara (prodecan, decan, prorector), până în 2004.
- Membru al următoarelor societăți științifice:
- Membru titular al Academiei de Științe Medicale din România (vicepreședinte al Filialei Timișoara al A.S.M.);
- Membru al Academiei Oamenilor de Știintă din România;
- Președinte al Societății Anatomiștilor din România și în prezent Președinte de Onoare al acestei societăți;
- Președinte de Onoare al Uniunii Europene a Anatomiștilor;
- Președinte al celui de al XI-lea Congres European de Anatomie;
- Președinte al celui de al XVII-lea Simpozion Internațional (Mondial) de Științe Morfologice;
- Vicepreședinte al Societății Române de Morfologie normală și patologică;
- Membru în Comitetul Federației Internaționale a Anatomiștilor;
- Membru în Comitetul Internațional de Științe Morfologice;
- Membru al mai multor Societăți de specialitate din țară și străinătate (Franța, Germania, Italia, Brazilia, Rusia);